# Wilhelm Büring
Karl Friedrich Wilhelm Büring (* 30. Januar 1878 in Braunschweig; † nach 1935) war ein deutscher Verlagsredakteur bei Schlüter & Büring in Leipzig und Schriftsteller. 

## Leben
Er war der Sohn des Bandagisten Heinrich Wilhelm Büring und dessen Ehefrau Friederike geborene Henties. Nach dem Schulbesuch begann Wilhelm Büring 1892 seine Lehrzeit bei einem Kaufmann in Braunschweig. 1909 zog er nach Leipzig, da er dort eine Anstellung als Redakteur erhielt. Seit 1924 war er in Leipzig als Verlagsredakteur tätig. Daneben wirkte er auch als Schriftsteller. Er war Herausgeber und Mitherausgeber mehrerer Werke und verfasste Aufsätze für katholische Zeitschriften.
In Leipzig war Wilhelm Büring in der Karl-Heine-Straße 83 zu erreichen.

## Schriften (Auswahl)
- Vom Wege Stein und Staub. Loki-Verlag Dortmund 1906.
- Festbuch zum dreißigjährigen Bestehen des Kreisvereins Leipzig im V. D. H. In Verbindung mit dem Mitteldeutschen Verbandstag veranstaltet von den vereinigten mitteldeutschen Gauen des V. D. H. Leipzig, 4. bis 6. Oktober 1913. Kreisverein Leipzig i. V. D. H. 1913.
- Ins Blaue.  Erdgeist-Verlag, Leipzig 1914.
- Der Kaufmann in der Literatur. Drei-Rosen-Verlag, Leipzig 1916.[1]
- Der goldene Gürtel. Drei-Rosen-Verlag 1916.
- Zwischen Spruch und Widersprüchen. Knüttel-, Rüttel- und Büttelverse. Mit Federzeichnungen von Carl Grimm-Hagen. Drei-Rosen-Verlag, Leipzig o. J. [1918].
- Der Kaufmann in der Literatur. Drei-Rosen-Verlag, 2. Aufl., Leipzig 1920.
- Nachwort. In: Anthologie – Kaufmannsgeschichten. Schlüter & Büring, Leipzig 1924.
- Das goldene Buch der Anekdoten. Kleine Charakterbilder aus dem Leben berühmter Männer und Frauen aller Zeiten. Hesse & Becker Verlag, Leipzig o. J. [1929]

## Familie
Er heiratete 1907 in Braunschweig Berta geborene Klie aus Seesen. Aus der Ehe ging die Tochter Elisabeth Witzschel (* 1909) hervor.